# Pohon
Pohon je obecný technický pojem, který popisuje způsob tvorby a předávání mechanického výkonu, zejména uvádění do pohybu, který definuje:
- jakým způsobem je dodávána energie nutná pro práci stroje (nebo energii samotnou),
- na základě jakých principů je energie přeměněna na mechanický pohyb,
- jaké mohou být konkrétní realizace technických zařízení, která konají práci.

## Charakteristiky možných přeměn energie
Pohony mohou na své vstupní straně mít:
- nemechanické zdroje energie (např. elektromotor)
- i mechanické (převodovka).

Pohony mohou podle teorie systémů:
- být transformátory, obecnou kauzalitu zachovávat (převodovka mění rychlost na rychlost a moment na moment),
- nebo být gyrátory, kauzalitu obracet: úsilí zdroje na tok výstupu a zároveň tok zdroje na úsilí výstupu (hydrodynamický měnič převádí rychlost ze vstupu na moment na výstupu, jako servomotor).

Pohony také mohou i měnit jednu formu mechanické energie na druhou:
- posuvný pohyb na rotační (z pístu na kolo),
- rotační pohyb na posuvný (z motoru přes páku s jednou volnou podporou na pérový kývavý dopravník v dolech)

Obecně jsou pohony kompletní dvojbrany:
- Přenášejí energii ze zdroje na zátěž
- stejně jako i reakci zátěže zpět na zdroj.

Za dvojbran obecně, tedy ani za pohon, naopak nelze považovat jiná pohyblivá mechanická zařízení. Například soustrojí tryska-klapka:
- To sice gyrátorově přeměňuje rychlost média z trysky na sílu na klapce,
- klapka dokonce může svou polohou ovlivňovat průtok tryskou, tedy příkon,
- rozhodně ale nejde o trvalý přenos výkonu na klapku,
  - natož s reverzibilním přenosem výkonu, v generátorovém režimu.

Zdaleka ne každé mechanicky pohyblivé zařízení použitelné jako senzor lze obecně nazvat pohonem a tedy moci měřit jeho výkon.

## Řízení výkonu
Je běžné, že se od pohonu požaduje různý výstupní mechanický výkon, a to při stále stejném napájení, zato v různých pracovních bodech stroje. Například zvýšení vytvářeného mechanického výkonu o 20 kW jednou při 100 otáčkách za minutu, podruhé při 700 ot/min.

### Řízení příkonu
Řízení výkonu pohonu lze obecně řešit buď děličem při napájení větší než potřebnou energií, nebo si brát právě jen potřebnou energii.
- U děliče se nevyužitá energie musí zmařit a odvést masivním chlazením,
- k řízení energie už odebírané ze zdroje je zas potřeba výkonový měnič napájení, třeba transformátor nebo hydrodynamický měnič.

### Regulace do požadovaného stavu
Je třeba rozlišovat mezi regulátorem samotným, a mezi řešením, jak se nakládá s přebytečnou energií. Sám mechanismus pro změnu výkonu totiž stále nestačí, je ho potřeba nějak řídit, podle regulační odchylky skutečného stavu od požadovaného:
- ručně, zkušenou obsluhou, kdy její chybný zásah může zapříčinit i zničení pohonu;
- automatickým regulátorem, především zpětnovazebním.

### Režimy práce pohonu
Pohon sám může, anebo nemusí, mít schopnost pracovat v několika různých režimech:
- ustálený chod pod zátěží, typicky jmenovité hodnoty výkonu při napájení plným napětím/tlakem.
  - rozběh, s velkým rozdílem požadovaného stavu proti stavu momentálnímu, tedy s velkým výkonovým nárokem.
- běh naprázdno, bez zatížení, kdy je sice stroj připojen ke zdroji energie, ale protože je momentální rychlost soustavy stejná s rychlostí pohonu při daném napájení, nedochází k předávce žádného výkonu: Rovnovážný stav. Takový stav může být u některých řešení i jen teoretický, mimo snesitelné parametry, mohlo by dojít ke zničení stroje ještě před dosažením rovnováhy: např. u podbuzeného sériového ss. motoru.
- Dobrzďování při překročení jmenovité nebo požadované rychlosti. Například zda je energie rekuperována zpět do zdroje, pokud je toho pohon vůbec schopen.
- reverzace a tzv. brzdění protiproudem. Opět, je-li vůbec umožněna.
- doběh po odpojení napájení, tedy jízda setrvačností nebo brzdění, opět je-li takové odpojení zdroje vůbec možné.
  - Brzdí se pak buď jinak než pohonem, tedy dalším zařízením na stroji: brzdou bubnovou/čelisťovou, elektrodynamickou, magneticky přitaženou třecí „bačkorou“ u tramvají apod.,
  - nebo pohonem samotným: Přechodem pohonu do generátorového režimu, je-li toho schopen, a mařením té energie v masivním chlazení. Typicky jde o baterie rezistorů nebo třeba i o jednostranně zamčenou hydromechanickou spojku.

## Zdroj energie pohonu
- pohon na zemní plyn – zemní plyn
- elektrický pohon – např. bateriový nebo z elektrorozvodné sítě
- vodní pohon – proudem, tlakem
- setrvačníkový pohon - využívá momentu setrvačnosti vysoce hmotných rotačních částí pohonu
- sluneční pohon (solární pohon) - sluneční energie: světlo, teplo
- alternativní pohon – jiný než spalující fosilní paliva
- vodíkový pohon – spalováním kyslíku vytváří:
  - buď teplo s následným mechanickým pohybem (v pístovém motoru, anebo klasicky pro ohřev plamenem), nebo
  - přímo elektřinu (vodní článek)
- manuální pohon
- šlapací pohon
- animální pohon
  - zápřahem zvířat do tahu: koňský pohon, psí spřežení
  - dovnitř šlapacího kola: psíci na otáčení rožněm ve starých kuchyních, koně chodící na pásu uvnitř tramvaje, dělníci ve středověkých jeřábech

## Princip pohonu
- animální trakce – zápřah vhodného zvířete do tahu (nejčastěji kůň nebo osel, tur domácí, pes domácí, sob polární)
- parní stroj
- spalovací motor
- elektromotor
- reaktivní motor
  - chemická spalovací raketa
  - iontový motor
  - laserový motor
- atomový pohon resp. jaderný pohon, teplem za štěpení jader atomů

### Fiktivní principy pohonu
- bistromatický pohon
- warpový pohon
- hyperpohon
- impulsní pohon

## Realizace pohonu
- pohon čtyř kol
- příčný pohon
- turbína
- elektromotor
  - krokový motor
  - lineární motor
- šnekový pohon
- hydraulický pohon – převodovka s plynulou změnou převodního poměru
- hybridní pohon
  - buď sériová kaskáda motor-generátorových přeměn (např. palivo – stálý pohyb – elektřina – proměnlivý pohyb),
  - nebo možnost přepínání paralelních zdrojů/přeměn (např. palivo–spalování / baterie–elektromotor)
- pérový pohon
- lanový pohon